# Maurizio Zanfanti
Maurizio Zanfanti detto Zanza (Rimini, 20 ottobre 1955 – Rimini, 26 settembre 2018) è stato un imprenditore italiano, considerato un playboy e personaggio mediatico di fama europea.
Zanfanti operava prevalentemente a Rimini e divenne noto a livello internazionale per le sue conquiste presso la riviera romagnola: disse di aver avuto più di 6000 donne. Fu definito come "l'ultimo playboy" o "il re dei playboy" dalle principali testate giornalistiche delle nazioni europee.

## Biografia

### La notorietà
La notorietà di Maurizio Zanfanti che parlava correttamente l'inglese e lo svedese, prende avvio già negli anni settanta, quando, all'età di 17 anni, era un "buttadentro" di un noto locale notturno di Rimini, il Blow Up. Con la sua carnagione scura, le lunghe ciocche ondulate e ossigenate, la catenina pendente sul petto villoso e il vestire alla moda, ebbe facilità a legare con le turiste e da quel momento in poi fu un crescendo di notti di seduzione e divertimento in Romagna. Negli anni divenne così famoso da finire sulle pagine del quotidiano tedesco Bild, che lo descriveva come il "Romeo di Rimini" e ne definiva le qualità d'instancabile amante. Fu soprannominato "Zanza", diminutivo di zanzara, perché non appena concluso l'affare, era solito scomparire in cerca di un'altra donna. È considerato il più famoso seduttore dell'Adriatico che si vanta di aver soddisfatto più di 6000 donne, soprattutto "Fräuleins" tedesche e le ragazze del Nord Europa.
(soprattutto di origine scandinava). Nel 1986, il periodico L'Espresso lo definì l'amante più celebre d'Italia.

Nella sua ultima intervista con il Bild  nel 2014, annunciò il suo ritiro, dichiarando che: 
 Nel 2016 affermò: 
 Durante i mesi invernali si trasferiva nella località turistica montana di Breuil-Cervinia dove gestiva una discoteca, che negli anni cambiò nome da Blow up a Princesse e infine Garage, dove faceva nuove conquiste, inoltre lavorava per agenzie turistiche in Scandinavia ed era così famoso che gli fu eretta una statua di cera in una città svedese.
Zanfanti per molti anni gestì personalmente la discoteca Chic di Rimini, poi vendette l'attività quando aveva quasi cinquant'anni di età.

### Morte
Zanfanti era nella sua autovettura con una donna romena di 23 anni quando soffrì di un improvviso malore. Una volta lì, i soccorritori non poterono fare alcunché e ne constatarono il decesso.
Secondo le ricostruzioni, il suo cuore si sarebbe fermato durante (o subito dopo) il rapporto sessuale in via Pradella a Rimini. Fu la giovane romena a chiedere aiuto ed ella poté solo notare la morte causata da un infarto.
Avendo il parroco rifiutato di mettere a disposizione la chiesa parrocchiale per i funerali, questi si celebrarono nel cimitero di Rimini.